# 第32回ダヴィッド・ディ・ドナテッロ賞
第32回ダヴィッド・ディ・ドナテッロ賞（だい32かいダヴィッド・ディ・ドナテッロしょう）の授賞式は、1987年4月29日にローマで開催された。

## 受賞とノミネート一覧
太字が受賞者。

### 作品賞
- ラ・ファミリア La famiglia（監督：エットレ・スコラ）
- クリスマス・プレゼント Regalo di Natale（監督：プーピ・アヴァーティ）
- Storia d'amore（監督：フランチェスコ・マゼッリ）

### 監督賞
- エットレ・スコラ（『ラ・ファミリア』）
- プーピ・アヴァーティ（『クリスマス・プレゼント』）
- フランチェスコ・マゼッリ（『Storia d'amore』）

### 新人監督賞
- ジョルジョ・トレヴェス（『La coda del diavolo』）
- アントニエッタ・レ・リッロ、ジョルジョ・マリューロ（『Una casa in bilico』）
- ジュゼッペ・トルナトーレ（『教授と呼ばれた男』）

### 脚本賞
- ルッジェーロ・マッカリ、フリオ・スカルペリ、エットレ・スコラ（『ラ・ファミリア』）
- プピ・アヴァテーィと、ジョバンニ・ブルッツィ（『クリスマス・プレゼント』）
- フランチェスコ・マゼッリ（『Storia d'amore』）

### プロデューサー賞
- フランコ・クリスタルディ、ベルント・アイヒンガー（『薔薇の名前』）
- アントニオ・アヴァーティ（『クリスマス・プレゼント』）
- フランコ・コンミッテーリ（『ラ・ファミリア』）

### 主演女優賞
- リヴ・ウルマン（『さらばモスクワ』）
- ヴァレリア・ゴリーノ（『Storia d'amore』）
- ステファニア・サンドレッリ（『ラ・ファミリア』）

### 主演男優賞
- ヴィットリオ・ガスマン（『ラ・ファミリア』）
- ディエゴ・アバタントゥオーノ（『クリスマス・プレゼント』）
- ジャン・マリア・ヴォロンテ（『首相暗殺』）

### 助演女優賞
- リーナ・サストリ（『L'inchiesta』）
- ヴァレンティナ・コルテーゼ（『Via Montenapoleone』）
- ステファニア・サンドレッリ（『La sposa era bellissima』）

### 助演男優賞
- レオ・グロッタ（『教授と呼ばれた男』）
- ジュスティーノ・ディアス（『オテロ』）
- ジジ・レデル（『Superfantozzi』）
- マッティア・ズブラージャ（『首相暗殺』）

### 撮影監督賞
- トニーノ・デリ・コリ（『薔薇の名前』）
- リカルド・アロノヴィチ（『ラ・ファミリア』）
- フランコ・ディ・ジャコモ（『インクアイリー／審問』）

### 作曲賞
- アルマンド・トロヴァヨーリ（『ラ・ファミリア』）
- リズ・オルトラーニ（『クリスマス・プレゼント』）
- ジョヴァンナ・マリーニ（『Storia d'amore』）

### オリジナル歌曲賞
- Regalo di Natale - 作：リズ・オルトラーニ（『クリスマス・プレゼント』）
- ジョヴァンニ・ヌーティ（『Stregati』）
- デット・マリアーノ（『Il burbero』）

### 美術賞
- ダンテ・フェレッティ（『薔薇の名前』）
- マリオ・キアーリ（『Via Montenapoleone』）
- ルチャーノ・リッチェリ（『ラ・ファミリア』）

### 衣装デザイン賞
- ガブリエッラ・ペスクッチ（『薔薇の名前』）
- アンナ・アンニ、マウリツィオ・ミッレノッティ（『オテロ』）
- ガブリエッラ・ペスクッチ（『ラ・ファミリア』）

### 編集賞
- フランチェス・マルヴェスティート（『ラ・ファミリア』）
- アメディオ・サルファ（『クリスマス・プレゼント』）
- ジェーン・ザイツ（『薔薇の名前』）

### 録音賞
- ラファエッレ・デ・ルーカ（『クリスマス・プレゼント』）
- ファビオ・アンチライ（『ラ・ファミリア』）
- フランソワ・ワレディッシュ（『La coda del diavolo』）

### 外国人監督賞
- ジェームズ・アイヴォリー（『眺めのいい部屋』）
- ルイス・プエンソ（『オフィシャル・ストーリー』）
- アラン・カヴァリエ（『テレーズ』）

### 外国脚本賞
- ウディ・アレン（『ハンナとその姉妹』）
- オリバー・ストーン（『プラトーン』）
- アイーダ・ボルトニク、ルイス・プエンソ（『オフィシャル・ストーリー』）

### 外国プロデューサー賞
- フェルナンド・ギア、デヴィッド・パットナム（『ミッション』）
- マルセロ・ピニェイロ（『オフィシャル・ストーリー』）
- モーリス・ベルナール（『テレーズ』）

### 外国人女優賞
- ノルマ・アレアンドロ（『オフィシャル・ストーリー』）
- デボラ・カー（『Il giardino indiano』）
- サビーヌ・アゼマ（『メロ』）

### 外国人男優賞
- デクスター・ゴードン（『ラウンド・ミッドナイト』）
- ジェレミー・アイアンズ（『ミッション』）
- マイケル・ケイン（『ハンナとその姉妹』）

### 外国映画賞
- 眺めのいい部屋（監督：ジェームズ・アイボヴォリー）
- オフィシャル・ストーリー（監督：ルイス・プエンソ）
- ミッション（監督：ローランド・ジョフィ）

### アリタリア航空賞
- アンナ・マリア・クレメンテッリ
- シルヴィオ・クレメンテッリ
- ダミアーノ・ダミアーニ
- フルヴィオ・ルチザーノ

### ダヴィッド・ルキノ・ヴィスコンティ賞
- アラン・レネ

### ダヴィッド・ルネ・クレール賞
- ジャン=ジャック・アノー

### ダヴィッド特別賞
- エレナ・ヴァレンツァーノ